# Honda Torneo

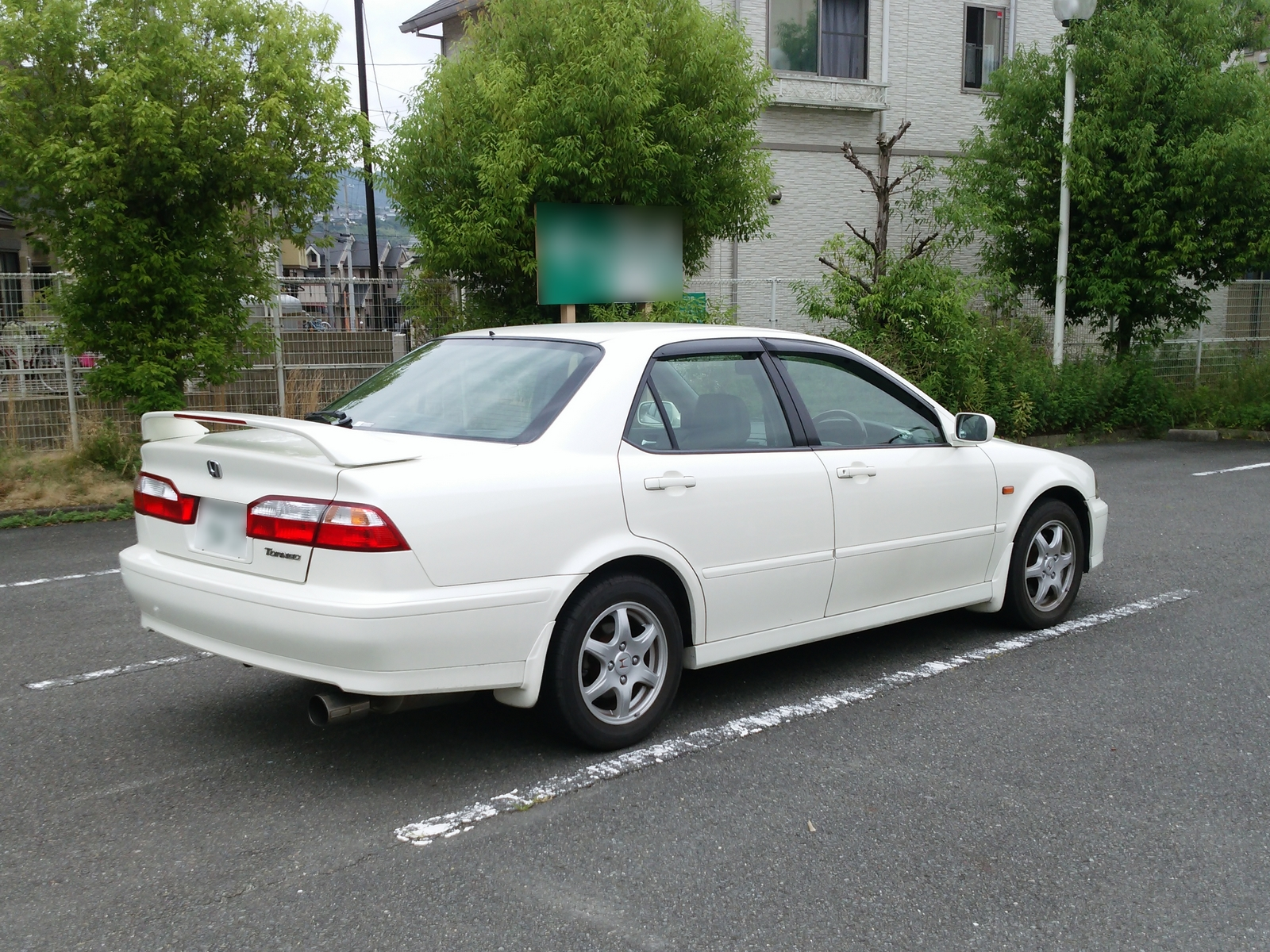

Honda Torneo (яп. ホンダ・トルネオ) — японський седан середнього класу. Вперше був представлений в 1997 році, є зміненим варіантом 6-го покоління JDM седана Honda Accord, від якого відрізняється оптикою і бамперами. Назва автомобіля, «Torneo», перекладається з іспанського як «турнір». Найпотужнішими комплектаціями автомобіля були - SiR (з АКПП) і SiR-T (з МКПП), на які встановлювався 2,0-літровий рядний 4-циліндровий двигун серії DOHC VTEC, який розвивав потужність до 200 к.с. (у версії SiR з автоматом - 180 к.с.), після рестайлінгу з'явилася і «заряджена версія» Euro-R з двигуном 2,2 літра, потужністю 220 к.с. Торнео випускалася для внутрішнього ринку Японії, на відміну від Акорда реалізовувалася через іншу дилерську мережу. Є комплектації LEV і VTS з двигуном 2,0 л F20B, 150 к.с. на відміну від SiR і SiR-T, в них один розподільний вал, і F18B об'ємом 1,8 літра і потужністю 140 к.с.

## Двигуни
- 1.8 л F18B VTEC I4
- 2.0 л F20B SOHC VTEC I4
- 2.0 л F20B DOHC VTEC I4
- 2.2 л H22A DOHC VTEC I4